# Gian Domenico Romagnosi

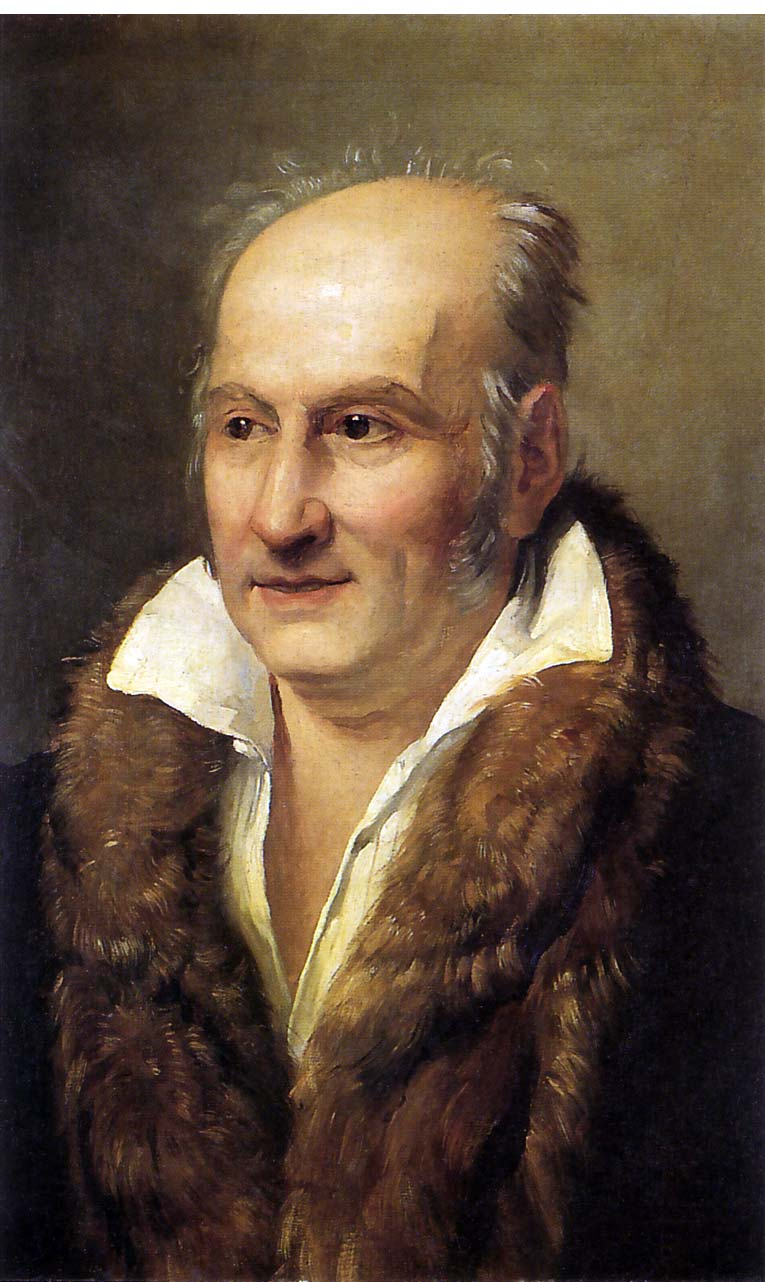
Gian Domenico Romagnosi

Gian Domenico Romagnosi (Salsomaggiore Terme, 11 december 1761 – Milaan, 8 juni 1835) was een Italiaans filosoof, econoom en jurist.
Er wordt aangenomen dat Romagnosi de eerste persoon was die het verband ontdekte tussen elektriciteit en magnetisme, 18 jaar eerder dan Hans Christian Ørsted in 1820. Hoewel zijn bewering dat een elektrostatische lading uit een Volta-zuil een magneetnaald deed uitslaan op 3 augustus 1802 werd gepubliceerd in de Italiaanse krant Gazetta di Trentino, viel dit destijds de wetenschappelijke gemeenschap niet op. In de loop der tijd werd zijn ontdekking vergeten, totdat Ørsted bij toeval het elektromagnetisme (her)ontdekte.
Romagnosi werd in 1803 leraar staatsrecht in Parma, in 1806 raadsheer bij het ministerie van justitie en professor civielrecht in Padua. Ten gevolge van politieke vervolgingen werd hij in 1824 professor in de rechten aan de universiteit van Korfoe.

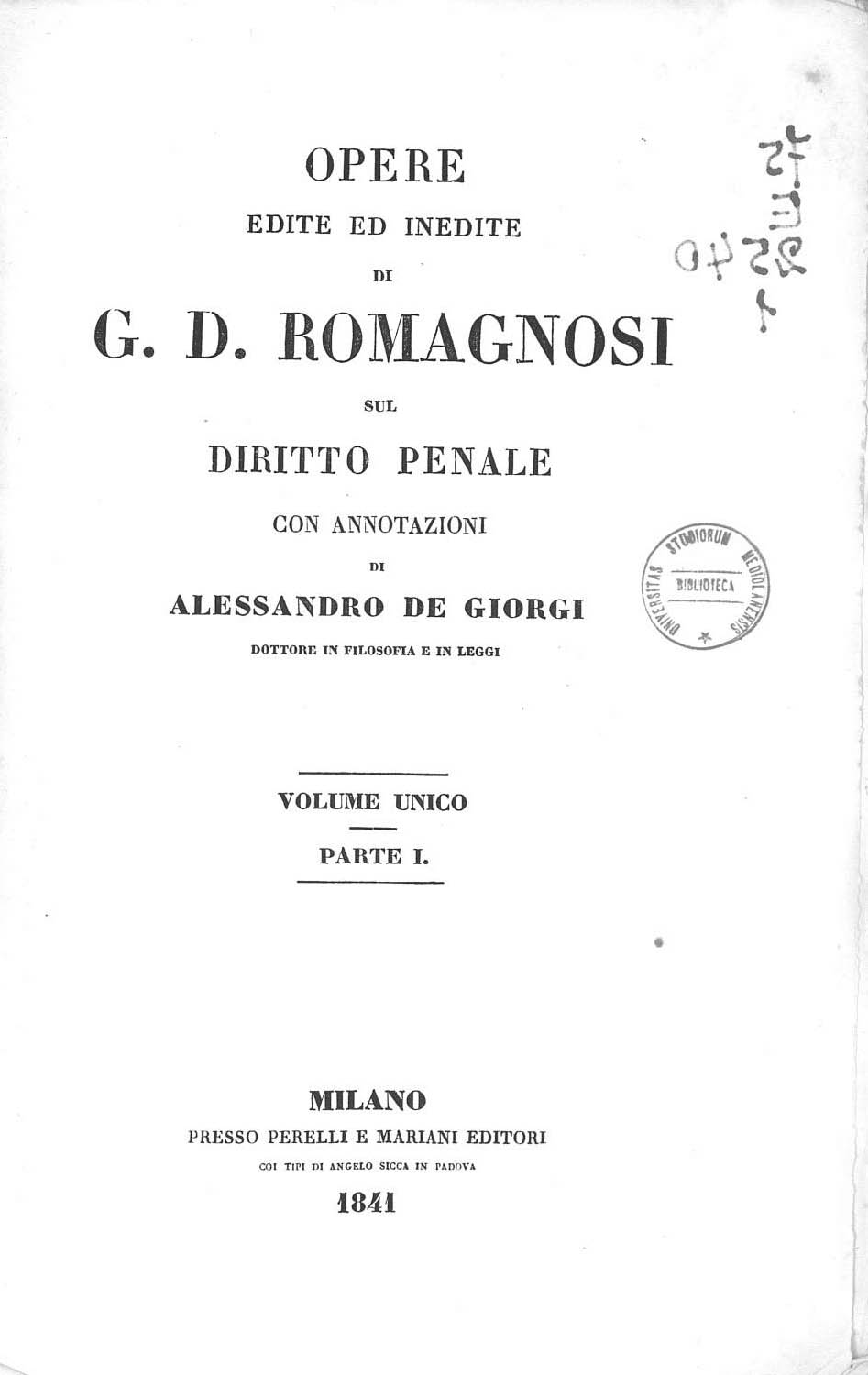
Opere, I, 1841

- Bibsys: 98045249
- Bibliothèque nationale de France: cb121743794 (data)
- Gemeinsame Normdatei: 118791052
- International Standard Name Identifier: 0000 0001 0785 2984
- Library of Congress Control Number: n80094512
- Nationale Bibliotheek van Israël: 987007447317305171
- Nederlandse Thesaurus van Auteursnamen: 071092447
- Istituto Centrale per il Catalogo Unico: CFIV078934
- SNAC: w6h70ng1
- Système universitaire de documentation: 031484492
- Virtual International Authority File: 88599457
- WorldCat: E39PBJtGX4HBDgQfwTcVGxGyh3